# Athena e Phevos

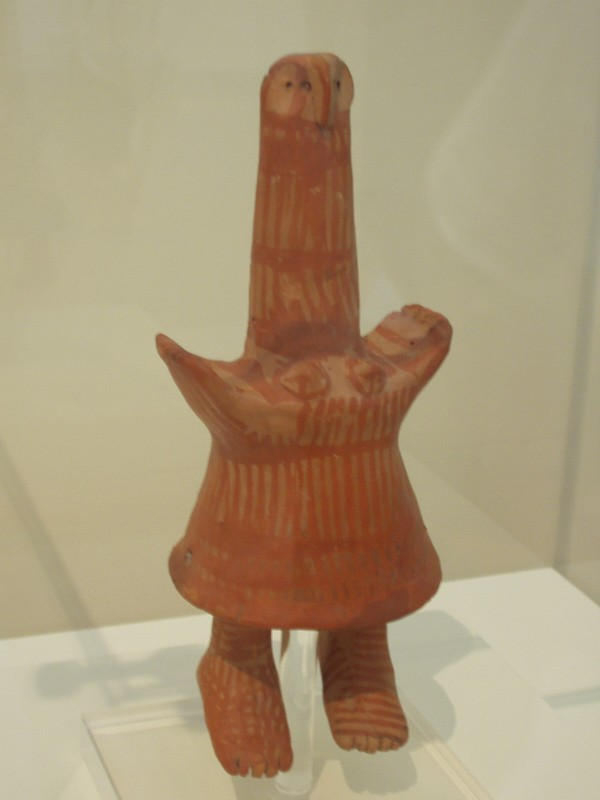
Boneco de argila em que as mascotes foram inspiradas.

Athena e Phevos (em grego:  Αθηνά, Φοίβος) foram as mascotes dos Jogos Olímpicos de Verão de 2004. O desenho do casal de irmãos foi inspirado em bonecas de argila encontradas durante escavações na Grécia. As bonecas eram usadas em festivais religiosos como o "Daidala".
Os nomes das mascotes representam os deuses gregos Atena e Apolo (na mitologia grega, na verdade, Apolo é irmão de Ártemis, não de Atena). Segundo o comitê organizador dos Jogos, as mascotes representam participação, fraternidade, igualdade, cooperação, jogo limpo e valor humano.
As imagens das mascotes estamparam camisas, broches e outros suvenires.